# 月形圆蛤
月形圆蛤（学名：Cycladicama lunaris），是帘蛤目蹄蛤科圆蛤属的一种。主要分布于越南、韩国、中国大陆，常栖息在潮下带。